# 1422
1422 (MCDXXII) je bilo navadno leto, ki se je po julijanskem koledarju začelo na četrtek.

## Dogodki
- Turki oblegajo Carigrad.

## Smrti
- 30. maj - Tedžun, korejski kralj iz dinastije Čoson (Joseon) (* 1367)
- 21. oktober - Karel VI., francoski kralj (* 1368)

Neznan datum
- Conrad von Soest, nemški (vestfalski) slikar (* 1370)
- Elizabeta Frankopanska
- Mustafa Čelebi, sultan Rumelije (* 1380)